# Мельников, Иван Фёдорович
Ива́н Фёдорович Ме́льников (рус. дореф. Иванъ Ѳедоровичъ Мельниковъ; 1759—1799, Санкт-Петербург) — русский дворянин, военнослужащий, чиновник, дед писателя Павла Ивановича Мельникова-Печерского.

## Биография
Иван Фёдорович Мельников родился в 1759 году. Происходил из небогатого и незнатного дворянского рода Мельниковых, сын Фёдора Васильевича Мельникова. В возрасте 13 лет был зачислен на воинскую службу солдатом, дослужившись за 19 лет до чина секунд-майора морских батальонов. Получил увечье — пушечным колесом ему переехало ногу, в результате чего потерял на ней три пальца. Из-за этого в 1791 году был уволен в отставку. В том же году поступил на службу в правление Пермского наместничества советником при генерал-губернаторе Карле Фёдоровиче Модерахе.
Ещё в молодости Мельников женился на дочери сельского священника из Казанского наместничества Лизавете Ивановне, с которой у него было четверо детей: Василий, Иван, Дмитрий и Надежда. Однако, став достаточно высокопоставленным лицом в Перми, Иван Фёдорович оставил семью и сошёлся с 19-летней дочерью местного чиновника Марией Степановной Фёдоровой. Узнав об этом, Лизавета Ивановна уехала с детьми в Казань, где сошла с ума и бедствовала, жила на помощь родственников и некоторых сердобольных помещиков. Мельников при живой жене вторично обвенчался с Фёдоровой в 1796 году в екатеринбургской Успенской церкви. Когда до столичных властей дошли слухи о двоежёнстве Мельникова, он был уволен со службы.
Выйдя в отставку, Мельников переехал в Санкт-Петербург, где поселился в Троицком переулке. За время службы в Перми Мельникову удалось сколотить капитал, средства которого он давал в долг разным лицам под залог — так, некий Онуфрий Петрович Гедеонов получил от него 12 000  рублей под залог деревни Сосновки. Иван Фёдорович скончался в 1799 году, оставив по завещанию всё состояние своей второй незаконной жене Марии Степановне. Родственники Лизаветы Петровны пытались оспорить в её пользу завещание, в частности требовали заложенную деревню Гедеонова, однако судебные тяжбы хоть и завершились признанием второго брака Ивана Фёдоровича незаконным, в финансовом отношении окончились для них безрезультатно.